# François Clerc
François Clerc (Bourg-en-Bresse, 18 de Abril de 1983) é um futebolista francês que jogava como lateral-direito pelo Olympique Lyonnais. Sendo contratado pelo Nice, para a temporada 2010 - 2011.

## Carreira
Clerc começou a carreira no Toulouse FC.